# کانال بیگل

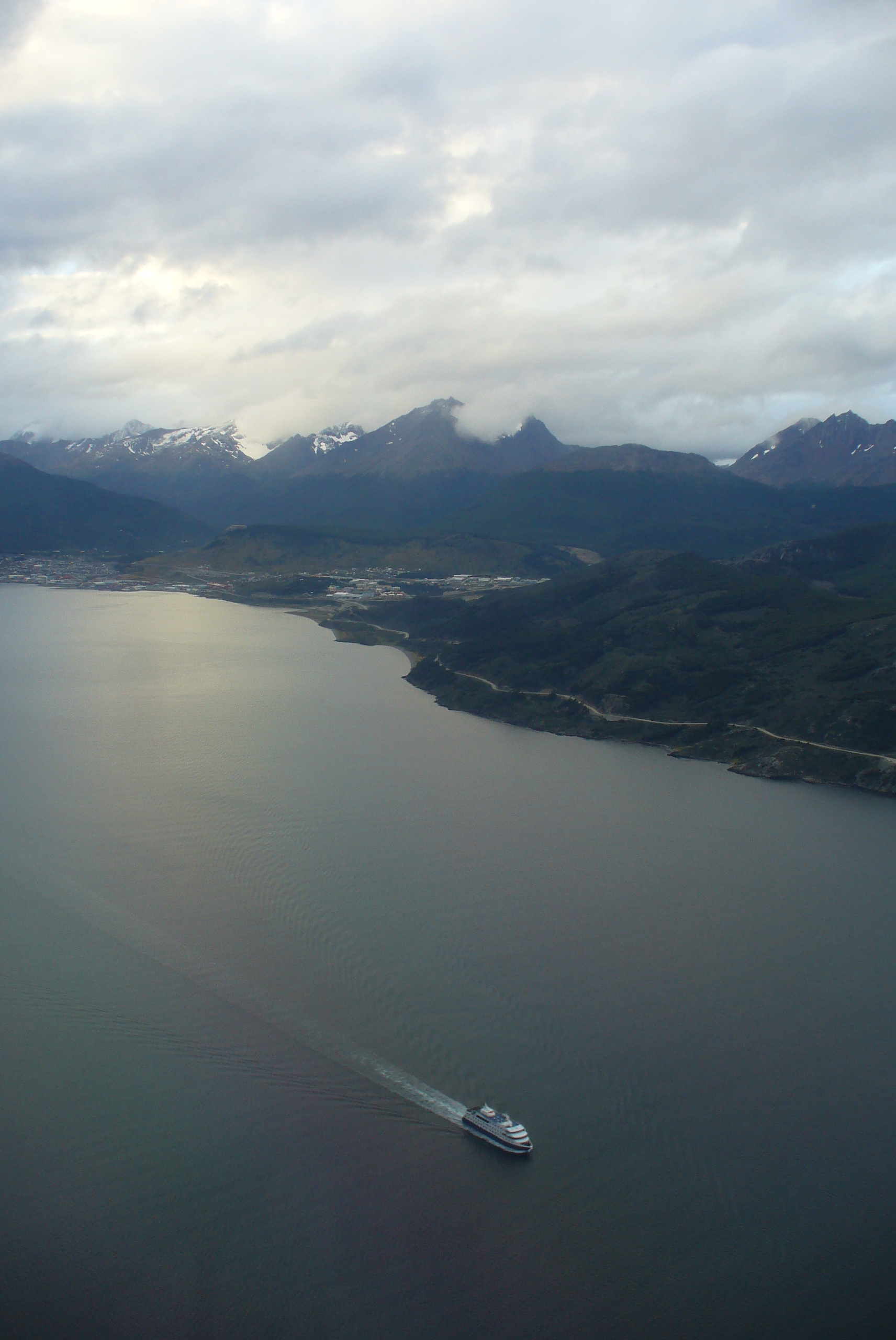
کانال بیگل

کانال بیگل (انگلیسی: Beagle Channel) تنگه‌ای در تیرا دل فوئگو در زبانه انتهای جنوبی آمریکای جنوبی میان آرژانتین و شیلی است. این کانال جزیره بزرگ تیرا دل فوئگو را از چندین جزیره کوچک‌تر شامل پیکتون، لنوکس و نوئوا، ناوارینو، اوسته، لندندری و استیوارت جدا می‌کند. بخش شرقی کانال، قسمتی از مرز آرژانتین و شیلی را تشکیل می‌دهد و همه بخش غربی آن در خاک شیلی قرار دارد.
کانال بیگل به همراه تنگه ماژلان در سمت شمال و گذرگاه دریک در سمت جنوب، سه گذرگاه قابل کشتی‌رانی در اطراف آمریکای جنوبی بین دو اقیانوس آرام و اطلس به‌شمار می‌روند. با این حال بیشتر کشتی‌های تجاری از گذرگاه اقیانوسی دریک استفاده می‌کنند.
طول این کانال حدود ۲۴۰ کیلومتر و عرض آن در باریک‌ترین نقطه حدود ۵ کیلومتر است. اوسوایا در آرژانتین و پوئرتو ویلیامز در شیلی، بزرگ‌ترین سکونت‌گاه‌ها در امتداد این کانال هستند که هر دو از سکونتگاه‌های بساجنوبی دنیا به‌شمار می‌روند.

## منابع

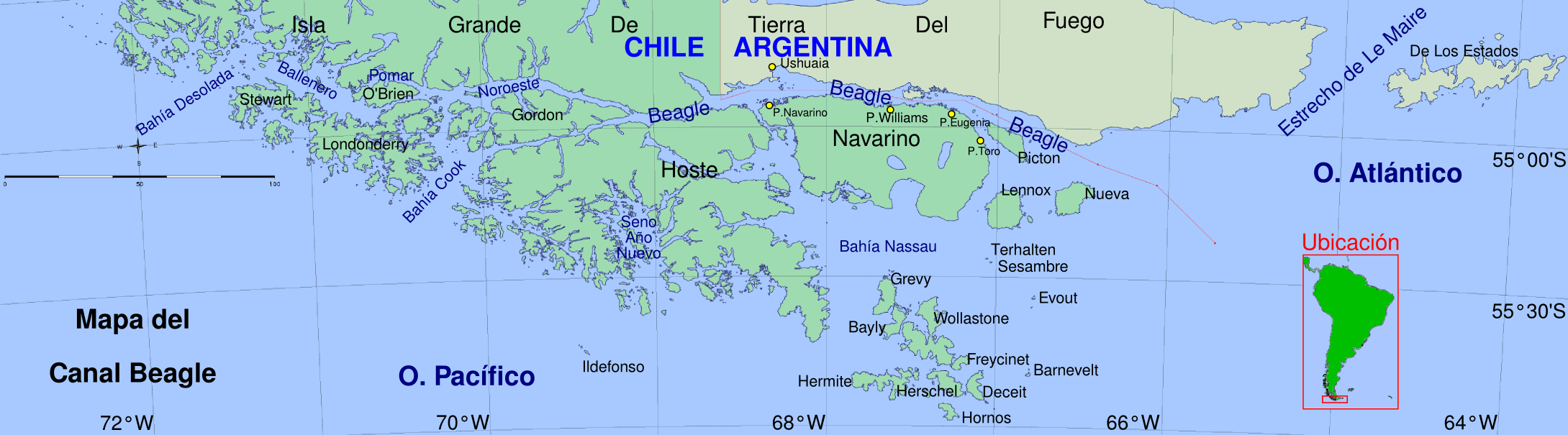
کانال بیگل از اقیانوس آرام تا اقیانوس اطلس.